# Martin Eichler

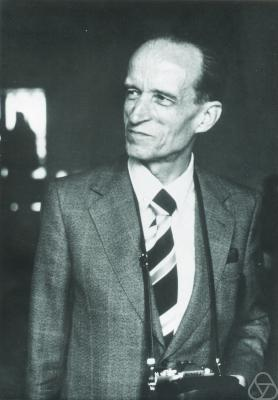
Martin Eichler

Martin Eichler (Pinnow, 29 maart 1912 - Arlesheim bij Bazel, 7 oktober 1992) was een Duitse wiskundige, die vooral actief was op het gebied van de getaltheorie.
Eichler behaalde zijn doctoraat in 1936 aan de Universiteit van Halle-Wittenberg.
Eichler heeft eens verklaard dat de wiskunde vijf fundamentele operaties kent: optellen, aftrekken, vermenigvuldigen, delen en  modulaire vormen. Hij is verbonden met de Goro Shimura in de ontwikkeling van een methode om elliptische krommen uit bepaalde modulaire vormen te construeren. De omgekeerde stelling dat elke elliptische kromme een overeenkomstige modulaire vorm heeft zou later de sleutel worden tot het bewijs van de laatste stelling van Fermat.